# Superliga de baloncesto de Irán 2003-04
La edición 2003-04 de la Superliga de baloncesto de Irán finalizó con el Saba Battery BC como campeón de la misma y por tanto con el derecho a participar en WABA Champions Cup 2005.

## Temporada regular
| Posición | Equipo                 | Partidos | Ganados | Perdidos | Pts |
| -------- | ---------------------- | -------- | ------- | -------- | --- |
| 1        | Saba Battery Tehran    | 22       | 20      | 2        | 42  |
| 2        | Sanam Tehran           | 22       | 20      | 2        | 42  |
| 3        | Paykan Tehran          | 22       | 18      | 4        | 40  |
| 4        | Zob Ahan Esfahan       | 22       | 17      | 5        | 39  |
| 5        | Ghaem Reza Esfahan     | 22       | 13      | 9        | 35  |
| 6        | Pegah Shiraz           | 22       | 12      | 10       | 34  |
| 7        | Shahrdari Gorgan       | 22       | 9       | 13       | 31  |
| 8        | Homa Tehran            | 22       | 7       | 15       | 29  |
| 9        | Iran Nara Tehran       | 22       | 5       | 17       | 27  |
| 10       | Petrochimi Bandar Imam | 22       | 4       | 18       | 26  |
| 11       | Negarsang Shahrekord   | 22       | 4       | 18       | 26  |
| 12       | Rah Ahan Tehran        | 22       | 3       | 19       | 25  |

## Play Off por el título
|  | Semifinales           | Semifinales          |   |                      | Final                 | Final |  |
|  |                       |                      |   |                      |                       |       |  |
|  |                       |                      |   |                      |                       |       |  |
|  |                       |                      |   |                      |                       |       |  |
|  | 1 Saba Battery Tehran | 2                    |   |                      |                       |       |  |
|  | 4 Zob Ahan Esfahan    | 0                    |   |                      |                       |       |  |
|  |                       |                      |   |                      |                       |       |  |
|  |                       |                      |   |                      |                       |       |  |
|  |                       |                      |   |                      | 1 Saba Battery Tehran | 2     |  |
|  |                       | 2 Paykan Tehran Club | 1 |                      |                       |       |  |
|  |                       |                      |   |                      |                       |       |  |
|  |                       |                      |   |                      |                       |       |  |
|  |                       |                      |   |                      | Tercer lugar          |       |  |
|  |                       |                      |   |                      |                       |       |  |
|  | 3 Paykan Tehran Club  | 0                    |   | 3 Paykan Tehran Club | 1                     |       |  |
|  | 2 Sanam Tehran        | 2                    |   |                      | 4 Zob Ahan Esfahan    | 2     |  |

| Campeón de Superliga 2003-04 |
| ---------------------------- |
| Saba Battery Tehran          |